# Trần Văn Tú
Trần Văn Tú (sinh ngày 20 tháng 4 năm 1952) là một thẩm phán người Việt Nam. Ông có chức danh Thẩm phán Tòa án nhân dân tối cao. Ông từng là Thành viên Hội đồng Thẩm phán Tòa án nhân dân tối cao, Phó Chánh án Tòa án nhân dân tối cao Việt Nam.

## Xuất thân
Trần Văn Tú sinh ngày 20 tháng 4 năm 1952, người dân tộc Kinh, quê quán ở xã Văn Xá, huyện Kim Bảng, tỉnh Hà Nam.

## Giáo dục
Ông có trình độ chuyên môn là cử nhân luật.

## Sự nghiệp
Ông từng đảm nhiệm các chức vụ: Phó Bí thư Ban cán sự Đảng Cộng sản Việt Nam, Bí thư Đảng ủy, Phó Chánh án Tòa án nhân dân tối cao, Thành viên Hội đồng Thẩm phán Tòa án nhân dân tối cao.

## Scandal
Báo Công an nhân dân số 337 ngày 23/2/2006 có đăng bài "Thông tin thêm về hành vi lừa đảo của luật sư Lê Bảo Quốc" trong đó có chi tiết về lời khai của Lê Bảo Quốc với cơ quan điều tra như sau: "Tháng 1/2005, Lê Bảo Quốc tìm đến nhà và cho ông Chính biết Quốc có quen với ông Tú, Phó Chánh án TAND tối cao và ông Đào, Trưởng ban Thư ký TAND Tối cao. Để tạo niềm tin, Lê Bảo Quốc còn gọi ĐTDĐ để ông Chính nói chuyện với những "người nhà" này". Sau đó báo này đính chính lại thông tin Lê Bảo Quốc quen ông Trần Văn Tú là không chính xác. Cuộc gặp gỡ giữa hai người ở quán cà phê chỉ mang tính chất quan hệ xã hội bình thường và tình cờ ngẫu nhiên.